# Нерозин
Нерози́н (также нэрозин) — препарат для борьбы с эрозией почв и закрепления подвижных песков. Продукт переработки горючих сланцев, смолы которых содержат до 80 % парафинов и нафтенов, остальное ароматика, олефины и кислородосодержащие соединения.

## Производство
Получен и использовался в Советском Союзе. Сущность технологии приготовления нерозина заключается в производстве смолы из горючих сланцев полукоксованием при определённых режимах работы промышленных газогенераторов.

## Применение
Применение препарат нерозин получил при производстве работ по пескозащите (укреплении сыпучих песков от выдувания ветром), на объектах нефтяной и газовой промышленности при прокладке магистральных трубопроводов и сооружении линий электропередач в барханных песках пустынь Средней Азии, экспериментально применялся для пылеподавления воздушно-сухой золы на пылеугольных электростанциях. Для защиты насыпей трубопроводов нерозин разливают на всей протяженности трубопровода. Опоры ЛЭП 0,4-10 кВ закрепляют нерозином в радиусе 5-10 м от стойки опоры, в зависимости от конструкции опор (промежуточные, анкерные, угловые). Нерозин на объект доставляется и распыляется (разливается) битумовозами, гудронаторами на базе автомобилей повышенной проходимости. Содержит канцероген - 3,4-бензапирен. Растворителем нерозина служит керосин.

## Особенности
Нерозин разливается по поверхности песка образуя корку, толщиной 7-10 см, связывающую между собой песчинки, в результате чего песок не раздувается ветром. При закреплении песков предпочтение следует отдавать нерозину, так как он связывает песок в единое целое и, кроме того, позволяет задерживать некоторое количество влаги, чем и способствует закреплению банкеток и произрастанию на них пустынной растительности. При этом корневая система ещё надёжнее закрепляет песок от выдувания. Сырая нефть, например, не может выполнить такие функции, поскольку по своему составу не является приемлемой для какой либо растительности.